# بارتلمی بولونیا
بارتلمی بولونیا یا بارتلمیوس بولونیایی (به انگلیسی: Bartholomew of Bologna) یک مبلغ فرقه دومینیکن بود که توسط پاپ ژان بیست‌ودوم به پادشاهی ارمنی کیلیکیه فرستاده شد، جایی که با اشراف ارمنی و مغولان حاکم تعامل داشت.
بارتلمیوس به عنوان اسقف مسئول شهر مراغه منصوب شد. در حوالی سال‌های ۱۳۱۸–۱۳۲۰، زبان محلی را فرا گرفت، صومعه‌ای ساخت و برای تغییر دین بسیاری از ارمنی‌ها، از جمله نسطوریان و مسلمانان دست به کار شد. او بعداً به عنوان اسقف به نخجوان نقل مکان کرد.